# Самосожжение
Самосожже́ние — форма самоубийства, при которой человек добровольно сжигает самого себя в огне. Самосожжение обычно осуществляется с помощью обливания горючей жидкостью, такой как бензин или керосин, и последующего её поджигания. Иногда используется поджигание источника газа. Известен ряд случаев, когда самосожжение совершали в знак протеста. Были случаи, когда причиной самосожжений являлись психические расстройства, и они не происходили в публичных местах.

## Самосожжение как форма протеста
В 1963 году южновьетнамский буддийский монах Тхить Куанг Дык пришёл на перекрёсток бульвара Фандиньфунг (ныне улица Нгуендиньтьеу) и улицы Леванзует (ныне носит название Катьмангтхангтам), расположенный в нескольких кварталах к юго-западу от президентского дворца, где поджёг себя, сидя в позе лотоса. Мотивом акции стал протест против преследований его единоверцев режимом Нго Динь Зьема.
16 января 1969 года, протестуя против вторжения войск ОВД в Чехословакию, на Вацлавской площади в Праге самосожжение совершил студент Ян Палах. Несколько позже по этой же причине точно так же совершили самоубийства польский бухгалтер Рышард Сивец и студент Ян Зайиц.
21 января 1978 года, в знак протеста против русификации Украины советской властью, бывший политзаключенный Алексей Гирнык совершил самосожжение возле могилы Тараса Шевченко близ Канева.
26 мая 1982 года в Германии этническая турчанка писательница Семра Эртан совершила самосожжение в знак протеста против ксенофобии в отношении проживающих в Германии турок.
26 августа 2005 года в Израиле совершила самосожжение Елена Босинова, в ходе протестов против депортации израильских граждан из Гуш-Катифа. Большая израильская пресса, традиционно тяготеющая к левому краю политического спектра, минимизировала информацию об этом. До сих пор (2021) сведения о её протесте можно найти только в публикациях «правого» и консервативного толка, главным образом малотиражных и нередко являющихся разновидностью самиздата.
Мохаммед Буазизи, тунисский торговец фруктами, проживавший в городе Сиди-Бузид, совершил самосожжение после нанесённого оскорбления 17 декабря 2010 года, послужившее началом массовых народных волнений в Тунисе, перешедших в революцию.
В Тибете самосожжение является формой протеста против действий китайского правительства. Массовые самосожжения начались в 2009 году. За последующие несколько лет не менее (вероятно, более) 50 тибетцев прибегли к этой форме протеста; точное количество их неизвестно, поскольку власти стараются не допустить появления сведений о них в зарубежной печати (не говоря уже о китайской).
Власти КНР считают такую форму протеста терроризмом и в качестве ответной меры периодически закрывают Тибет для въезда иностранцев. В последний раз Тибет закрыли 1 октября 2012 года в связи с двумя самосожжениями в Лхасе, столице Тибета. Пекин также обвинил Далай-ламу в том, что тот до сих пор не осудил полностью подобные действия. Сам Далай-Лама очень осторожно даёт комментарии по этому вопросу:
Я совершенно уверен, что если те, кто пожертвовал своей жизнью, сделали это с искренней мотивацией во имя Учения Будды, во имя блага людей, то с религиозной, буддийской точки зрения, они совершили благое деяние. Если же они совершили то же самое во власти гнева, ненависти, то это неправильно. Но судить здесь трудно. Как бы то ни было, всё это очень и очень печально. Трагично.
10 сентября 2019 года совершил акт самосожжения перед зданием парламента Удмуртии, кандидат наук  Альберт Алексеевич Разин  протестуя против принятия законопроекта о добровольном изучении национальных языков малых народов, который мог бы привести к снижению числа носителей удмуртского языка. Умер от ожогов спустя 5 часов. 
18 сентября 2020 года участник акций протеста в Беларуси в городе Смолевичи, неоднократно проходивший лечение в ПБ за попытки суицида, пришёл к дверям местного отделения полиции, где, встав перед камерой, облился бензином и поджёг себя. Гражданин был потушен огнетушителем, после чего был госпитализирован с ожогами.
2 октября 2020 года главный редактор сетевого издания «Koza.Press» И. В. Славина совершила акт самосожжения перед зданием ГУ МВД России по Нижегородской области (напротив станции метро «Горьковская»), опубликовав перед самоубийством пост в Facebook'е: «В моей смерти прошу винить Российскую Федерацию».
7 октября 2020 года на Лиговском проспекте в Петербурге с плакатом: «С днем рождения, господин президент» мужчина 1949 года рождения предпринял попытку совершить самоподжог, очевидцам удалось сбить пламя, но пострадавший получил обширные ожоги. 20 октября 2020 он скончался в больнице.
25 февраля 2024 года американский солдат Аарон Бушнелл совершил акт самосожжения в знак протеста против вторжения ЦАХАЛ в Сектор Газа. 25-летний служащий Военно-воздушных войск США вышел к главным воротам здания посольства Израиля в Вашингтоне и запустил трансляцию в Twitch. Сказав, что он «протестует против страданий, которые испытывает народ Палестины от рук его колонизаторов» и что он «больше не собирается участвовать в геноциде», он облил себя воспламеняющей жидкостью и поджёг её. Сгорая, Бушнелл кричал «Свободу Палестине!». Молодой человек скончался от множественных ожогов в местной больнице.

## Самосожжение как метод самоубийства
Самосожжение является крайне мучительным и редко используемым методом самоубийства. Сжигающие себя люди довольно долго остаются в сознании и испытывают весьма интенсивную боль. Современная медицина способна сохранить жизнь многим обгоревшим, которые, однако, вынуждены жить с тяжёлыми увечьями и изуродованной внешностью. При публичном самосожжении в большинстве случаев окружающими предпринимаются попытки потушить огонь, а в одном из восьми случаев возгорание удаётся предотвратить. Несмотря на это, предпринявший попытку самосожжения выживает лишь в 30 % случаев, что является относительно невысокой вероятностью выжить для такого способа самоубийства.
18 сентября 2020 года 36-летний Сергей Радченя совершил самоподжог в г. Смолевичи, Беларусь. Он был госпитализирован в критическом состоянии и умер 25 сентября. По версии родственников, он совершил этот акт по семейно-бытовым обстоятельствам.